# Euro Cup (American Football)
Der Euro Cup war eine American-Football-Wettbewerb des europäischen Verbands EFAF. Er galt als zweithöchster Europapokalwettbewerb und wurde von 1996 bis 1999 ausgetragen. Am Wettbewerb nahmen hauptsächlich Mannschaften aus dem Norden und Westen Europas teil.

## Sieger
| Jahr | Sieger         |
| ---- | -------------- |
| 1996 | Seaside Vipers |
| 1997 | Roskilde Kings |
| 1998 | Aarhus Tigers  |
| 1999 | London O‘s     |